# En acústico (álbum de Pandora)
En acústico es el segundo álbum en vivo realizado por el grupo musical Pandora, bajo la producción de la casa disquera Sony Music. Fue lanzado en paquete que contenía un CD y un DVD en el año de 2006 y fue grabado durante una presentación especial de despedida, realizada solamente a amigos, familiares y gente muy cercana al grupo.
En dos temas de este álbum participaron junto al grupo, Francisco Céspedes y Reyli Barba.

## Antecedentes
Después de la gira y el trabajo promocional de su álbum de despedida de los escenarios musicales, "Por eso... Gracias", Pandora decide realizar un concierto a familiares, amigos y ejecutivos cercanos a las tres integrantes debido a la separación y última presentación del grupo.

## Realización
El concierto fue realizado en la Ciudad de México, el 13 de febrero de 2006, la gente del personal que las acompañó (empezando por los músicos) era gente que estuvo siempre trabajando con el grupo. El escenario fue pequeño (de acorde a las presentaciones acústicas), adornado con velas, apareciendo cada una de las tres integrantes vistiendo de forma sencilla y cómoda, dando una atmósfera personal y calidad a la presentación.
"En acústico" es un disco dedicado a una época musical que contiene 15 canciones de mayor éxito de todo el repertorio del grupo, con versiones distintas a grandes temas entre los que se encuentran: "Cómo te va mi amor", "Frente a frente", "Mi hombre", "En carne viva" y "Sin él". Grandes figuras engalanaron la noche con participaciones especiales como Reyli Barba y Francisco Céspedes acompañando al grupo en dos temas.

## Promoción
No hubo promoción de este álbum por parte del grupo, ya que este se encontraba fuera de los escenarios, pero si por parte de la compañía quien impulsó en las radios el disco promocionando "Ya no es lo mismo" y Sólo Él y Yo - Alguien llena mi Lugar. También hubo una campaña publicitaria en la televisión nacional mostrando parte de la fotografía que aparece en el interior del CD el spot era: "Pandora se fue, dejando un regalo para su público "Pandora en Acústico".

## Premios y ventas
El disco logró 50,000 copias vendidas en el mercado mexicano, ganando y certificando un disco de oro en el mes de octubre.

## Videos
Todas las canciones del disco tienen videos de promoción grabados en vivo en los estudios de Sony Music México. 

## Lista de canciones
- CD - Edición estándar

| En Acústico |                                                                           |          |  |
| N.º         | Título                                                                    | Duración |  |
| 1.          | «Frente a frente»                                                         | 3:30     |  |
| 2.          | «Matándome suavemente (Killing Me Softly)»                                | 3:51     |  |
| 3.          | «Mi hombre»                                                               | 3:19     |  |
| 4.          | «En carne viva»                                                           | 3:27     |  |
| 5.          | «Amor amor»                                                               | 3:45     |  |
| 6.          | «Todavía»                                                                 | 3:41     |  |
| 7.          | «Se nos rompió el amor»                                                   | 4:16     |  |
| 8.          | «Ya no es lo mismo Con Francisco Céspedes»                                | 3:32     |  |
| 9.          | «Después de ti»                                                           | 4:05     |  |
| 10.         | «Ni tú, ni yo»                                                            | 2:46     |  |
| 11.         | «Sólo el y yo/Alguien llena mi lugar Con Reyli Barba»                     | 5:05     |  |
| 12.         | «Una historia sin miedo»                                                  | 3:51     |  |
| 13.         | «Sin él»                                                                  | 3:34     |  |
| 14.         | «Popurrí Juan Gabriel (Debo hacerlo, Caray, Querida, Me nace dl corazón)» | 5:19     |  |
| 15.         | «Cómo te va mi amor»                                                      | 5:26     |  |

- DVD

| En acústico |                                                                           |          |  |
| N.º         | Título                                                                    | Duración |  |
| 1.          | «Frente a frente»                                                         | 3:30     |  |
| 2.          | «Matándome suavemente (Killing Me Softly)»                                | 3:51     |  |
| 3.          | «Mi hombre»                                                               | 3:19     |  |
| 4.          | «En carne viva»                                                           | 3:27     |  |
| 5.          | «Amor amor»                                                               | 3:45     |  |
| 6.          | «Todavía»                                                                 | 3:41     |  |
| 7.          | «Se nos rompió el amor»                                                   | 4:16     |  |
| 8.          | «Ya no es lo mismo Con Francisco Céspedes»                                | 3:32     |  |
| 9.          | «Después de ti»                                                           | 4:05     |  |
| 10.         | «Ni tú, ni yo»                                                            | 2:46     |  |
| 11.         | «Sólo el y yo/Alguien llena mi Lugar Con Reyli Barba»                     | 5:05     |  |
| 12.         | «Una historia sin miedo»                                                  | 3:51     |  |
| 13.         | «Sin él»                                                                  | 3:34     |  |
| 14.         | «Popurrí Juan Gabriel (Debo hacerlo, Caray, Querida, Me nace dl corazón)» | 5:19     |  |
| 15.         | «Cómo te va mi amor»                                                      | 5:26     |  |